# 칠레의 행정 구역
다음은 칠레의 행정 구역에 관한 서술이다.
칠레의 행정 구역이나 영토 조직은 단일 국가의 특성을 잘 보여준다. 국가 행정은 법률에 따라 각 기관에 맞게 기능적으로나 지리적으로 분산되어 있다.
내무 정부와 국가 내 행정을 위해 공화국의 영토는 1970년대 국민의 요청에 따라 이루어진 개혁 과정 이후 16개 지역(regiones), 56개 주(provincias), 346개 코무네(comunas)로 나뉘었다. 국가 기관은 지역화 강화, 공평한 발전, 전국 지역, 지방, 공동체 간의 연대를 촉진하기 위해 존재한다.
2005년부터 지역, 지방, 코뮌의 생성, 폐지, 지정, 경계 변경, 지역 및 지방 수도 설정은 헌법의 일부이다.
칠레의 부처(내무부, 국방부, 외교부, 대통령 사무총장 제외)는 지역 차원으로 이양되어 지역 부처로 대표되고 지역 내각이 의장을 맡은 소위 "지역 내각"이 통합된다.